# Cantó de Les Andelys
El cantó de Les Andelys és un cantó francès del departament de l'Eure, situat al districte de Les Andelys. Té 20 municipis i el cap es Les Andelys.

## Municipis
- Les Andelys
- Boisemont
- Bouafles
- Corny
- Courcelles-sur-Seine
- Cuverville
- Daubeuf-près-Vatteville
- Fresne-l'Archevêque
- Guiseniers
- Harquency
- Hennezis
- Heuqueville
- Muids
- Notre-Dame-de-l'Isle
- Port-Mort
- La Roquette
- Suzay
- Le Thuit
- Vatteville
- Vézillon

## Història
| Data d'elecció                           | Identitat        | Partit           | Qualitat |
| ---------------------------------------- | ---------------- | ---------------- | -------- |
| 1945-1951                                | M. Maireau       | Radical          |          |
| 1951-19..                                | Maurice Delarue  | Divers droite    |          |
| 19..-1983                                | René Tomasini    | UNR, després RPR |          |
| 1983-1994                                | Bernard Tomasini | RPR              |          |
| 1994-1998                                | Alain Pluchet    | RPR              |          |
| 1998-2004                                | Franck Guilard   | RPR              |          |
| 2004-2011                                | Laure Daël       | PS               |          |
| 2011-                                    | Frédéric Duché   | UMP              |          |
| les dades anteriors no són pas conegudes |                  |                  |          |
|                                          |                  |                  |          |

## Demografia
| A partir de 1990: Població sense dobles comptes |